# His Grace Gives Notice
His Grace Gives Notice é um romance de 1922, do gênero comédia, escrito por Laura Troubridge. Um mordomo tenta esconder o fato de que ele herdou recentemente um título e uma propriedade para que ele possa continuar o romance com a filha da casa onde ele presta serviços.

## Adaptações
O romance foi adaptado para o cinema duas vezes. Em 1924, uma versão silenciosa, His Grace Gives Notice, dirigido por W. P. Kellino. Em 1933, uma adaptação sonora, His Grace Gives Notice, dirigido por Leslie S. Hiscott.